# TDK
TDK (właśc. TDK Corporation) (jap. TDK株式会社 TDK Kabushiki-kaisha) – spółka akcyjna powstała w 1935 r. jako pierwsza firma elektroniczna zajmująca się komercyjnym obrotem ferrytu, który dzięki swym właściwościom magnetycznym używany jest w nośnikach pamięci magnetycznej takich jak taśma magnetyczna czy dyskietka. TDK rozpoczęło swoją działalność w Europie w 1970 r., otwierając biuro we Frankfurcie.
Innowacyjna siła TDK oparta jest na trzech głównych technologiach: technologia materiałowa napędza rozwój produktów, technologia wytwarzania umożliwia masową produkcję komponentów, a projektowanie układu zamyka całość tworząc ostateczny produkt.
Notowana jest na giełdach: tokijskiej (gdzie wchodzi w skład indeksu Nikkei 225), londyńskiej i nowojorskiej NYSE.